# Витина
Вижте пояснителната страница за други значения на Витина.
Вѝтина (старо име: Кючук дере) е село в Южна България, област Смолян, община Рудозем.
Транслитерация на английски: Village Vitina
Регион: Южен Централен планов регион на България
Област: област Смолян
Община: община Рудозем
Геогр. ширина: 41.4329987
Геогр. дължина: 24.7999992
Надморска височина: от 700 до 999
Разстояние по въздух до столицата София: 185.213km
Площ землище: 8.884km2
Население: 161 човека (31.12.2013)
Пощенски код: 4975
Телефонен код: 03055

## История
В османски поименен регистър от 1841 година се посочва, че от селото са постъпили в армията 2 войници, което е косвено доказателство, че по онова време в селото са живели помаци.
Витините (Битини, на гръцки: Ξρακες Βιθυνοί, Bithynoi) са тракийско племе, населяващо областта Витиния в Мала Азия. Според Херодот, племето по-рано нарича себе си стримони и живее край р. Стримон, откъдето е изтласкано заедно с племето тини от мизите и тевкрите, и при преселението си към Мала Азия получава името витини, давайки това име и на областта, в която се заселва. Според Ариан епоним на витините е Битинос, осиновен син на Борей; според друга версия Битинос е син на Одрис.
Херодот оставя и описание на облеклото и въоръжението на витините: облечени са с хитони, над които са наметнати зейри; носят шапки от лисича кожа, краката им са омотани с еленова кожа. Въоръжени са с къси копия за хвърляне, прашки, къси мечове и щитове пелта
По време на Илинденско-Преображенското въстание (1903 година) в село Кючукдере има 13 къщи. В демографската статистиката на професор Любомир Милетич от 1912 година е посочено, че в селото живеят 110 помаци.